# Aberfeldy (musikgrupp)
Aberfeldy är ett indiepop-band från Edinburgh, Skottland. De formades 2002 och år 2004 signerade de skivkontrakt med Rough Trade Records, efter det släppte de sitt första album och flertalet singlar.
Bandet har tagit sitt namn från den skotska staden med samma namn.

## Medlemmar
- Riley Briggs - textförfattare, sång, gitarr, orgel
- Ian Stoddart - trummor
- Ruth Barrie - keyboard, sång, klockspel
- Sarah McFadyen - fiol, sång, mandolin, klockspel
- Ken McIntosh - basgitarr

## Diskografi
- Vegetarian Restaurant (7" singel), juni 2004
- Young Forever, augusti 2004
- Heliopolis By Night (singel), september 2004
- Love is an Arrow (singel), 14 februari 2005
- Summer's Gone (7" singel), 17 oktober 2005
- Hypnotised (singel), 26 juni 2006, UK #177
- Do Whatever Turns You On (album), 3 juli 2006
- Come On, Claire (7" singel), december 2008